# Primark
Primark Stores Limited és una multinacional irlandesa minorista de moda presta amb seu a Dublín, Irlanda, amb punts de venda a tot Europa i als Estats Units. La marca Penneys original d'Irlanda, no s'utilitza fora d'Irlanda perquè és propietat d'una altra cadena minorista, l'estatunidenca JC Penney.
Primark va obrir la seva seu actual el 2015 en un edifici remodelat de Dublín, Arthur Ryan House, antigament Chapel House.

## Història
La primera botiga de l'empresa, anomenada Penneys i encara en funcionament avui dia, va ser fundada per Arthur Ryan el juny de 1969 en nom de la família Weston (que el 1935 va fundar Allied Bakeries Limited, després rebatejada com Associated British Foods) al número 47 de Mary Street de Dublín. Les primeres botigues importants fora de Dublín es van obrir a les ciutats de Cork i Belfast el 1971.
L'empresa es va expandir posteriorment fora d'Irlanda, obrint una botiga a Derby (Regne Unit) el 1973. L'empresa no va poder utilitzar el nom "Penneys" a Europa fora d'Irlanda, ja que estava registrada per JC Penney. Aleshores es va inventar el nom "Primark" per utilitzar-lo fora d'Irlanda. La companyia continua utilitzant la marca Penneys a Irlanda.
El 2005, Primark va comprar les botigues del minorista britànic Littlewoods per 409 milions de lliures esterlines, conservant-ne 40 de les 119 botigues que tenia i venent la resta. El maig de 2006 es va obrir a Madrid, Espanya, la primera botiga Primark a Europa continental. Va obrir la seva primera botiga a Barcelona el 2009 al centre comercial Diagonal Mar, de 2.017 m² i unes 100 persones, el 2016 a Palma, la segona més gran de l'estat amb 5.700 m² i 252 persones, i el 2018 a València.
El desembre de 2008, Primark va entrar als Països Baixos, seguit de Portugal, Alemanya i Bèlgica el 2009, Àustria el 2012, França el 2013 i Itàlia el 2014. El 2015, Primark va obrir la seva primera botiga als Estats Units a Boston, i després es va expandir a Nova York, Filadèlfia, Danbury i Chicago. Després d'haver construït una cadena d'unes 40 botigues a Espanya, Primark va obrir una segona botiga a Madrid l'octubre de 2015, la segona més gran del món. La botiga Primark més gran es va obrir a Birmingham l'11 d'abril de 2019, ocupant l'antic centre comercial Pavilions de 15.000 m², amb cinc plantes que inclouen un saló de bellesa, una cafeteria temàtica de Disney i una barberia, i s'hi va afegir la botiga de menjar ràpid Greggs més gran del món el febrer de 2022. El 13 de juny de 2019, Primark es va expandir a Eslovènia amb una botiga a Ljubljana.
El 2021, Primark va presentar una estratègia de sostenibilitat que establia objectius per reduir els residus tèxtils, reduir a la meitat les emissions de CO2 i millorar la vida del personal de Primark.
El novembre de 2022, Primark va anunciar que obriria la venda en línia amb un nou servei de recollida ràpida. Aquest anunci es va produir després que la companyia perdés més de 1.000 milions de lliures esterlines en vendes durant la pandèmia de Covid-19, quan es van haver de tancar les seves botigues, mentre que els competidors amb botigues en línia van tenir pèrdues econòmiques menors o nul·les.

## Productes
Primark ofereix una àmplia gamma de productes, com ara: roba, complements i calçat per a nadons, nens, dones i homes; productes de bellesa; articles per a la llar i rebosteria.
A partir del 2014, Primark va començar a vendre productes de maquillatge. Primark va començar a vendre aperitius vegans a partir del gener de 2018.
Juntament amb minoristes com Zara i H&M, Primark contribueix a la tendència contemporània de la moda presta. Segons un article sobre Primark a The Economist, «per a molts compradors, Primark té una oferta irresistible: roba de moda a preus sorprenentment baixos. El resultat és un tipus de moda ràpida nova i encara més ràpida, que anima els consumidors a comprar un lot d'articles nous, descartar-los després d'uns pocs usos per tot seguit tornar a comprar-ne més».
El 2020, Primark va llançar la seva col·lecció Wellness que incloïa 80 productes ecològics. Tots els productes estan fets amb materials orgànics, sostenibles o reciclats. Això forma part del compromís del minorista de ser més responsable de la seva petjada ecològica.

## Pràctiques laborals
El 2006, Primark es va unir a l'Ethical Trading Initiative (ETI), una organització multilateral que agrupa empreses, sindicats i ONG per treballar en qüestions de drets laborals i treball digne a les seves cadenes de subministrament.
El desembre de 2008, l'organització benèfica del Regne Unit War on Want va publicar l'informe Fashion Victims II, que mostrava que les condicions no havien millorat a les fàbriques de Bangladesh que treballaven per Primark, dos anys després que l'organització no lucrativa les visités per primera vegada.
El 9 de gener de 2009, ETI va obligar a un proveïdor a retirar la seva marca de distinció de roba ètica de les botigues i llocs web de Primark, després d'una investigació de la BBC i The Observer sobre les pràctiques laborals. La investigació va al·legar l'ús de mà d'obra immigrant il·legal i va argumentar que els treballadors cobraven menys que el salari mínim legal del Regne Unit.
El 2011 i el 2012, Primark va aconseguir l'estatus de "líder" a la Iniciativa de comerç ètic ETI.
El juny de 2013, es van trobar per separat dues etiquetes cosides amb suposats missatges de SOS en peces de roba comprades a una botiga de Swansea, Gal·les. Primark va argumentar que la cadena de subministrament va mostrar que aquests missatges d'etiquetes eren un engany.
També el juny de 2014, un client d'Irlanda va trobar una nota SOS embolicada amb una targeta d'identificació de la presó a la butxaca d'uns pantalons comprats en una botiga Primark uns anys abans. La carta estava escrita en xinès i deia que informava que els presos estaven obligats a treballar "com els bous" fent roba de moda per a l'exportació durant 15 hores al dia i que el menjar que se'ls donava no seria apte per als animals.

## Galeria

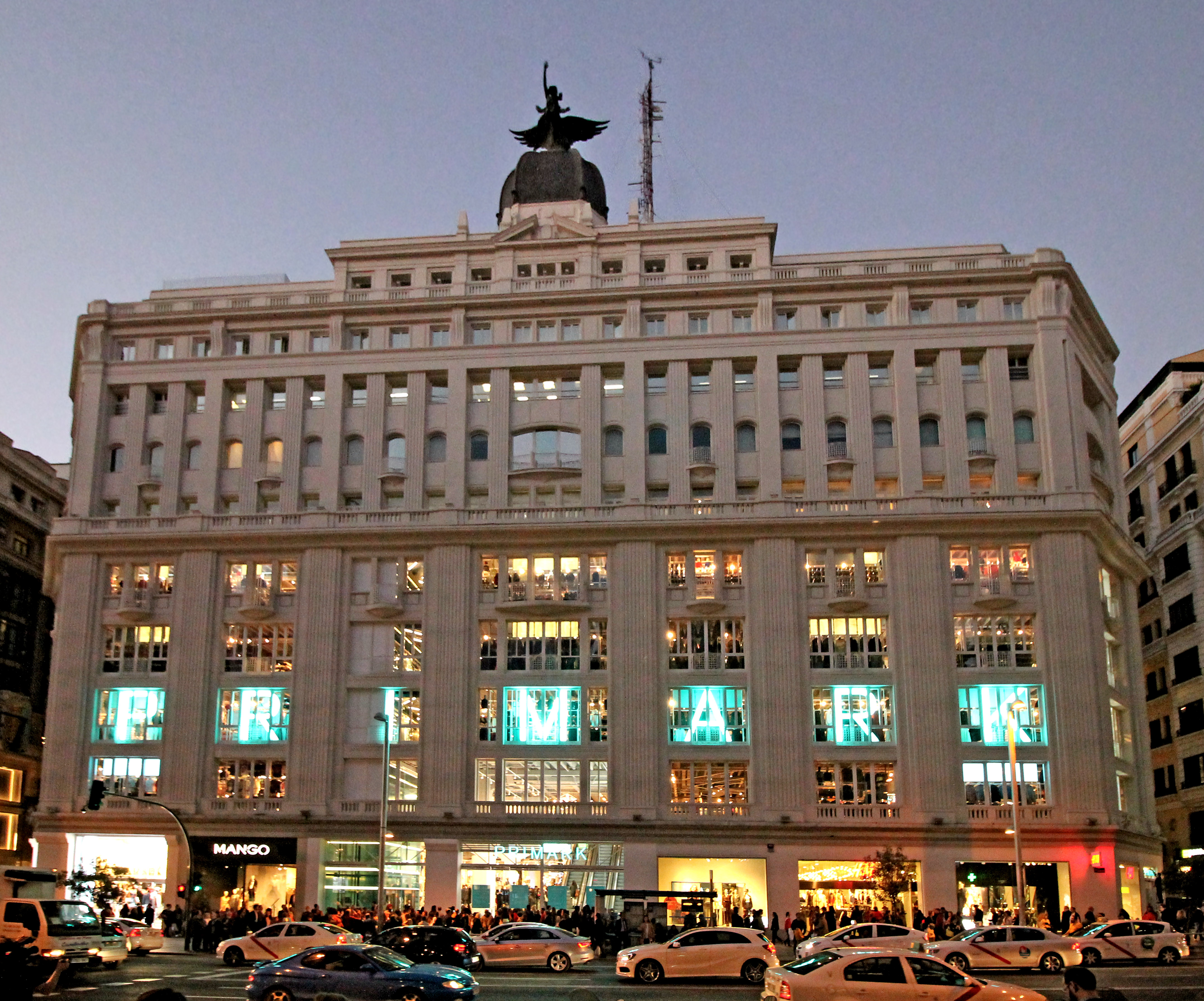
Botiga Primark a la Gran Via de Madrid, Espanya, la segona més gran de la cadena.
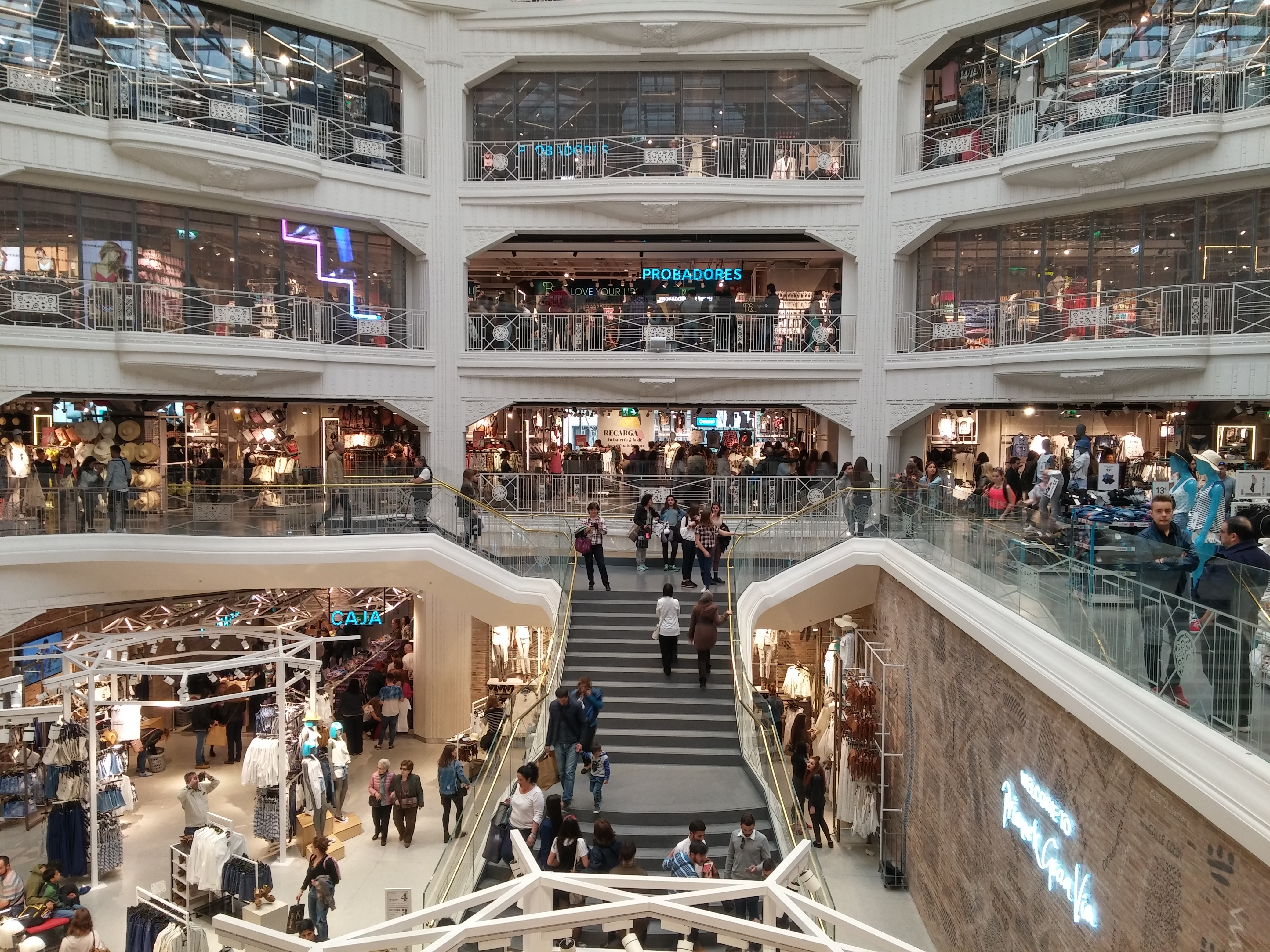
Interior de la botiga Primark de Gran Via, Madrid
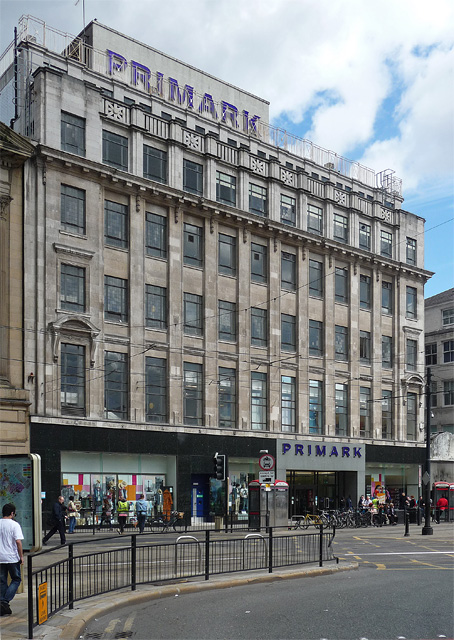
Primark a l'antic edifici de Lewis al centre de Manchester, Anglaterra
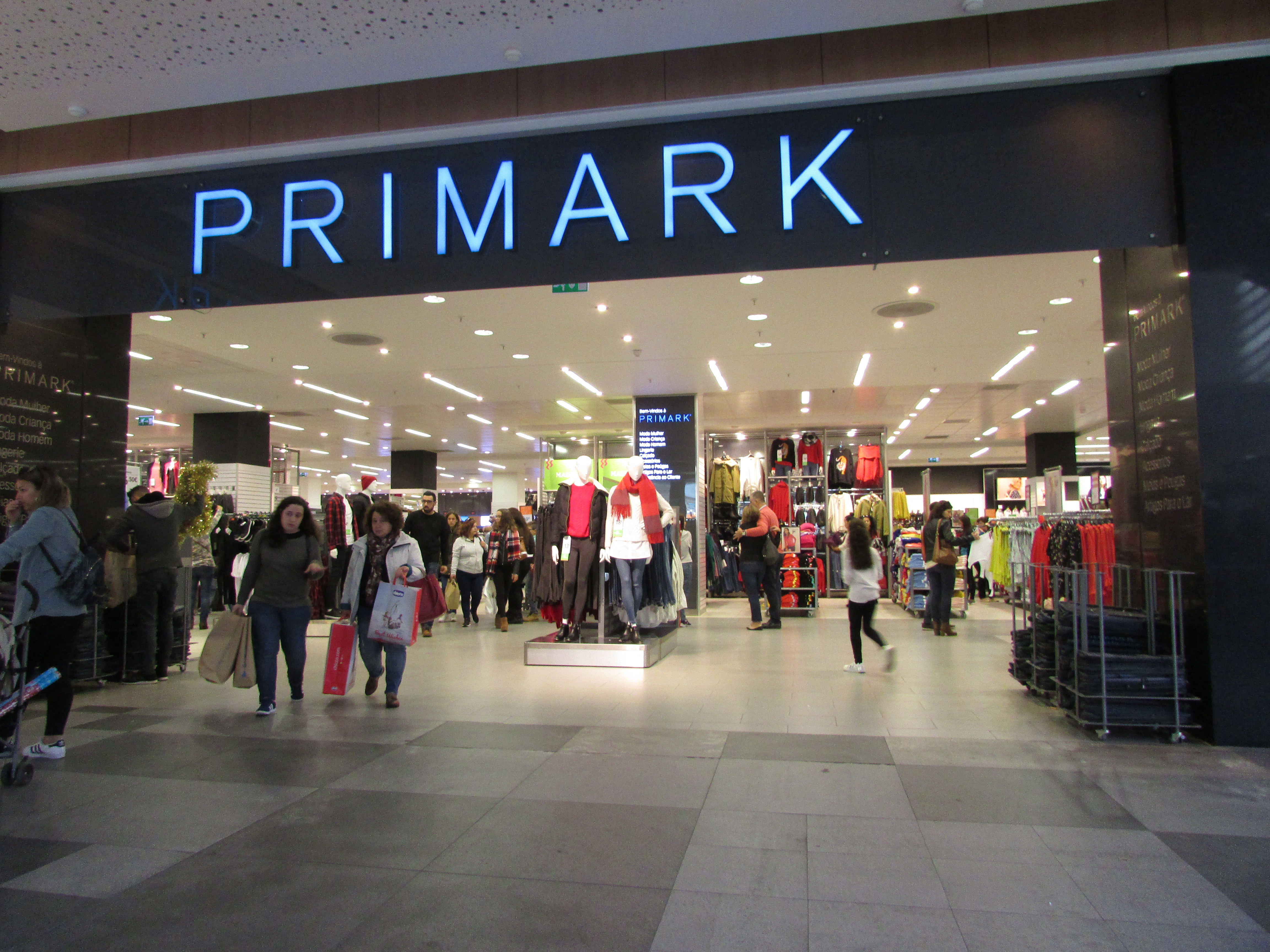
Primark al centre comercial Aqua, Portimão, regió de l'Algarve, Portugal
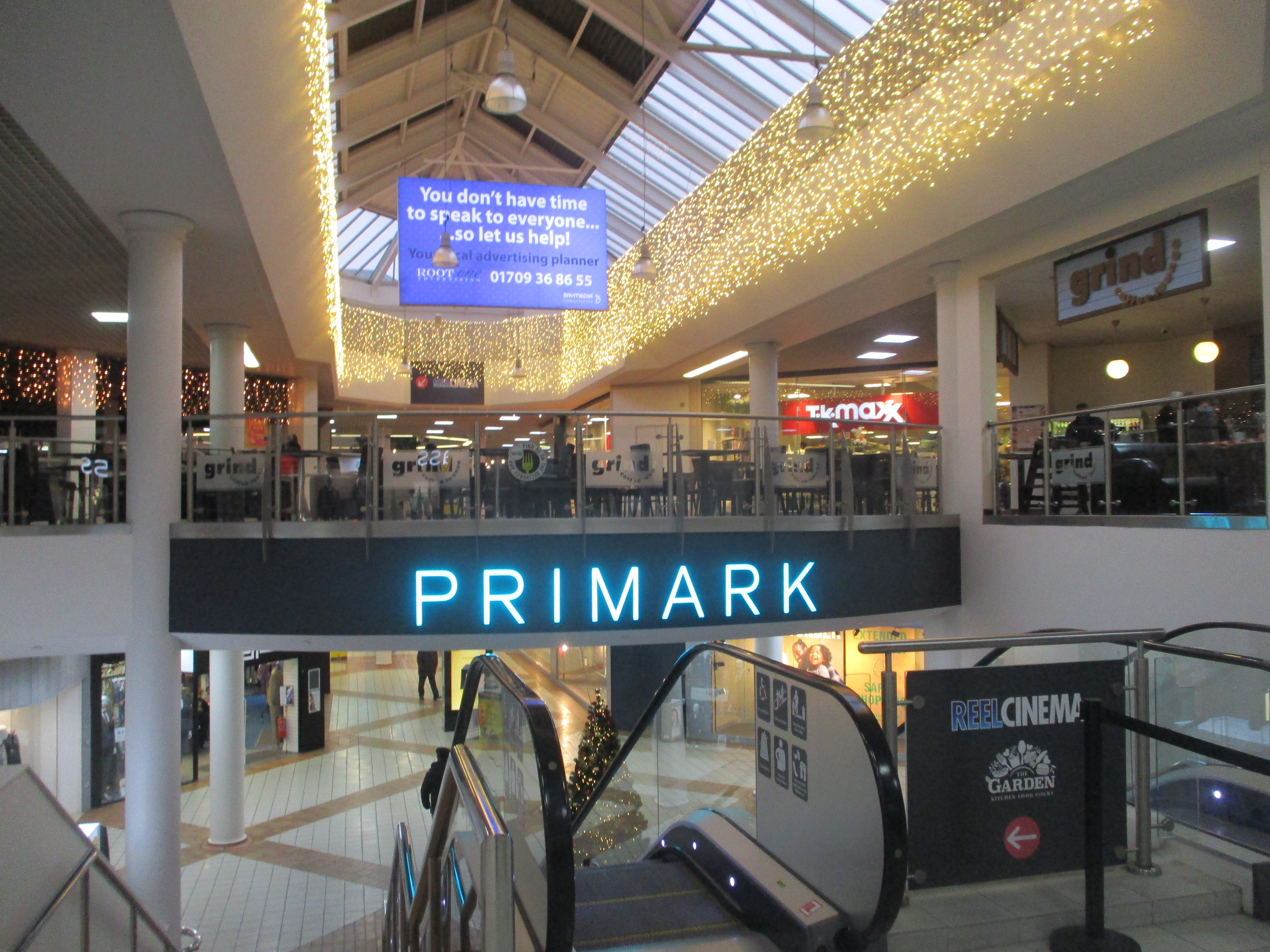
Primark al Centre Hípica, Wakefield, West Yorkshire, Anglaterra
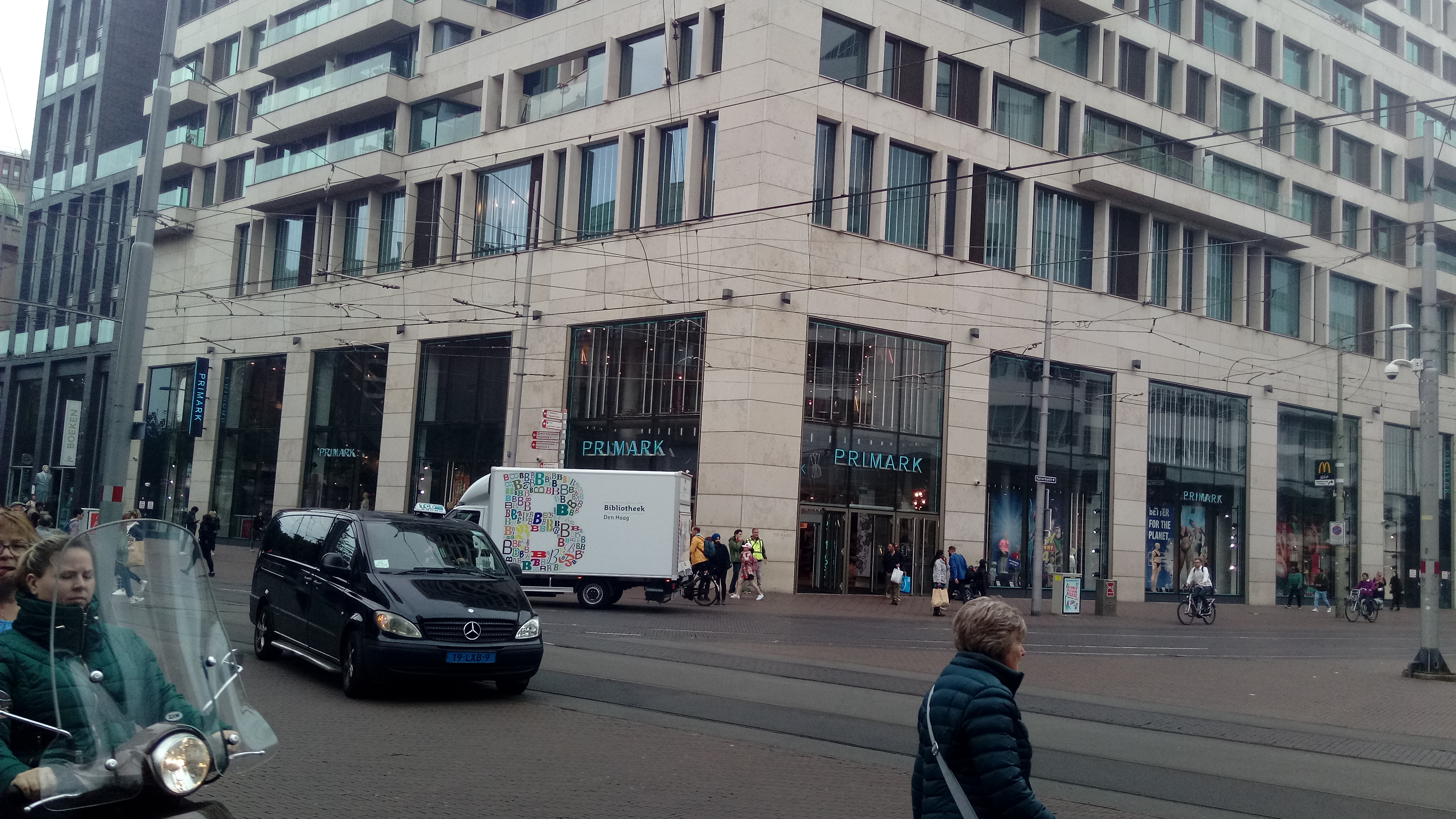
Botiga Primark a La Haia, Països Baixos